# Acacia hemignosta
Acacia hemignosta — вид квіткових рослин з родини бобових. Ареал: Австралія (Північна територія, Квінсленд, Західна Австралія).

## Середовище
Рослина зустрічається на рівнинній або хвилястій місцевості, росте на піщаних і латеритних ґрунтах і на більш важких ґрунтах навколо водотоків і зазвичай є частиною відкритих лісових угруповань.

## Біоморфологічна характеристика
Дерево або кущ зазвичай досягає висоти від 1 до 7 метрів, але іноді може досягати до 10 метрів. Має грубу, пробкову та потріскану кору з висячими крихкими гілочками. Зелені або жовтувато-зелені або сіро-зелені філодії мають форму від прямоланцетної до вузькозагнутої, у довжину від 6 до 15 см і вшир від 10 до 30 мм і мають три віддалені головні жилки. Цвіте з червня по жовтень. Кожне китицеподібне суцвіття має вісь довжиною від 3 до 17 см, з кулястими головами, в яких від 30 до 50 яскраво-золотистих квіток. Після цвітіння утворюються плоскі, прямі, вузьковидовжені стручки завдовжки близько 8 см і вшир від 8 до 12 мм. Насіння тьмяно-коричневого кольору має довгасто-еліптичну форму і має довжину 5,5–6,5 мм.